# ناحیه بلومفیلد، میشیگان
ناحیه بلومفیلد (به انگلیسی: Blumfield Township) یک منطقهٔ مسکونی در ایالات متحده آمریکا است که در شهرستان سگینا، میشیگان واقع شده‌است.
 ناحیه بلومفیلد ۹۲٫۳ کیلومتر مربع مساحت و ۱٬۹۶۰ نفر جمعیت دارد و ۱۸۶ متر بالاتر از سطح دریا واقع شده‌است.